# Stearman Cloudboy
El Stearman Model 6 Cloudboy fue un biplano de entrenamiento estadounidense de los años 30 del siglo XX, diseñado y construido por Stearman Aircraft Company de Wichita (Kansas).

## Diseño y desarrollo
El Cloudboy fue diseñado como entrenador comercial o militar. Debido a la presión económica durante la Gran Depresión, solo se construyeron unos pocos ejemplares.
Se construyeron tres aparatos civiles, seguidos por cuatro aeronaves similares para evaluación por el Cuerpo Aéreo del Ejército de los Estados Unidos (USAAC). Designado YPT-9 por el Ejército, no consiguió ninguna orden de producción. Todos los aparatos pasaron por una serie de cambios de motor (con el resultado de nuevas designaciones de las aeronaves civiles y militares).

## Variantes

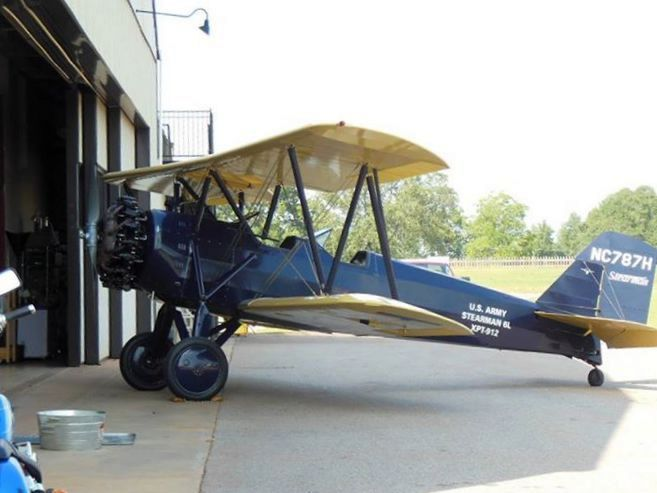
Stearman Model 6L Cloudboy, N787H.

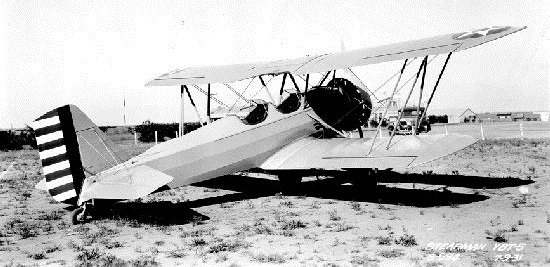
Stearman YBT-5.

Model 6A Cloudboy
Producción civil inicial con un motor Wright J-6 Whirlwind 5 de 123 kW (165 hp), tres construidos.
Model 6C Cloudboy
Remotorización con un Wright J-6-9 Whirlwind (R-975-1) de 220 kW (300 hp), también designado YBT-3.
Model 6D Cloudboy
Remotorización con un Pratt & Whitney Wasp Junior de 220 kW (300 hp), también designado YBT-5.
Model 6F Cloudboy
Remotorización con un Continental A70 de 123 kW (165 hp), también designado YBT-9A.
Model 6H Cloudboy
Remotorización con un Kinner YR-720A de 130 kW (170 hp), también designado YBT-9C.
Model 6L Cloudboy
Remotorización con un Lycoming R-680-3 de 150 kW (200 hp), también designado YBT-9B.
Model 6P Cloudboy
Un 6F remotorizado con un Wright J-5 de 160 kW (220 hp).
YPT-9
Variante de producción militar del Model 6A con motor Wright J-6 Whirlwind 5 de 123 kW (165 hp), cuatro construidos (uno convertido en YPT-9A, uno en YPT-9B, uno en YBT-3 y uno en YBT-5).
YPT-9A
Un YPT-9 remotorizado con un Continental A70 (YR-545-1) de 123 kW (165 hp), más tarde convertido en YPT-9B.
YPT-9B
Un YPT-9 y un YPT-9A remotorizados con un Lycoming R-680-3 de 150 kW (200 hp).
YPT-9C
YBT-3 remotorizado con un Kinner YR-720A de 130 kW (170 hp).
YBT-3
Un YPT-9 remotorizado con un Wright J-6-9 Whirlwind de 220 kW (300 hp), más tarde convertido en YPT-9C.
YBT-5
Un YPT-9 remotorizado con un Pratt & Whitney R-985-1 Wasp Junior de 220 kW (300 hp).
XPT-943
Un entrenador primario derivado del 6A para evaluación por en Wright Field. Formó los orígenes del Stearman NS y PT-13, para la Armada estadounidense y el USAAC, respectivamente.
X-70
Designación de compañía alternativa para el XPT-943.

## Operadores
Estados Unidos
- Cuerpo Aéreo del Ejército de los Estados Unidos

## Supervivientes
- 6002: 6L en estado  de vuelo en el Candler Field Museum en Williamson (Georgia).[1][2]
- 6003: 6L en estado  de vuelo en el Museo Occidental de Aviones y de Automóviles Antiguos en Hood River (Oregón).[3] Perteneció previamente al Golden Wings Flying Museum.[4]
- 6004: YPT-9B en exhibición en el Yanks Air Museum en Chino (California). Perteneció previamente a la Boeing School of Aeronautics y fue adquirido por el museo en 1987.[5][6]
- 6010: 6C en estado de vuelo con Robert Lock de Lakeland (Florida).[7]

## Especificaciones (YPT-9B)
Referencia datos: United States Military Aircraft since 1909

### Características generales
- Tripulación: Dos
- Longitud: 7,5 m (24,7 ft)
- Envergadura: 9,8 m (32 ft)
- Altura: 2,9 m (9,6 ft)
- Superficie alar: 25,3 m² (272,3 ft²)
- Peso cargado: 1279 kg (2818,9 lb)
- Planta motriz: 1× motor radial de nueve cilindros refrigerado por aire Lycoming R-680-3.
  - Potencia: 149 kW (205 HP; 203 CV)

### Rendimiento
- Velocidad máxima operativa (Vno): 217 km/h (135 MPH; 117 kt)
- Alcance: 789 km (426 nmi; 490 mi)
- Techo de vuelo: 5183 m (17 005 ft)
- Régimen de ascenso: 5,3 m/s (1043 ft/min)

## Aeronaves relacionadas

### Desarrollos relacionados
- Boeing-Stearman Modelo 75

### Secuencias de designación
- Secuencia Alfanumérica (interna de Stearman): ← CAB-1 - 4 - 5 - 6 - X-70 - 73 - 75 →
- Secuencia PT-_ (Entrenadores Primarios del USAAC/USAAF, 1925-1948): ← PT-6 - PT-7 - PT-8 - PT-9 - PT-10 - PT-11 - PT-12 →
- Secuencia BT-_ (Entrenadores Básicos del USAAC/USAAF, 1930-1948): BT-1 - BT-2 - BT-3 - BT-4 - BT-5 - BT-6 - BT-7 - BT-8 →